# Monroe (Utah)
Monroe és una població dels Estats Units a l'estat de Utah. Segons el cens del 2000 tenia 1.845 habitants.

## Demografia
Segons el cens del 2000, Monroe tenia 1.845 habitants, 636 habitatges, i 511 famílies. La densitat de població era de 201,2 habitants per km².
Dels 636 habitatges en un 37,3% hi vivien nens de menys de 18 anys, en un 69,5% hi vivien parelles casades, en un 8,2% dones solteres, i en un 19,5% no eren unitats familiars. En el 18,4% dels habitatges hi vivien persones soles l'11,6% de les quals corresponia a persones de 65 anys o més que vivien soles. El nombre mitjà de persones vivint en cada habitatge era de 2,9 i el nombre mitjà de persones que vivien en cada família era de 3,31.
Per edats la població es repartia de la següent manera: un 32,2% tenia menys de 18 anys, un 8,1% entre 18 i 24, un 21,2% entre 25 i 44, un 23% de 45 a 60 i un 15,4% 65 anys o més.
L'edat mediana era de 36 anys. Per cada 100 dones de 18 o més anys hi havia 89 homes.
La renda mediana per habitatge era de 34.907 $ i la renda mediana per família de 37.415 $. Els homes tenien una renda mediana de 31.797 $ mentre que les dones 17.981 $. La renda per capita de la població era de 14.331 $. Entorn del 5% de les famílies i el 7,7% de la població estaven per davall del llindar de pobresa.

## Poblacions més properes
El següent diagrama mostra les poblacions més properes.